# 13日の金曜日 (1980年の映画)
『13日の金曜日』（原題: Friday the 13th）は、1980年のアメリカのスラッシャー映画。監督・製作はショーン・S・カニンガム、脚本はヴィクター・ミラー、出演はベッツィ・パーマー、エイドリアン・キング、ハリー・クロスビー、ローリー・バートラム、マーク・ネルソン、ジーニン・テイラー、ロビ・モーガン、ケヴィン・ベーコン。廃墟となったサマーキャンプを再開しようとした10代のキャンプカウンセラーたちが、何者かに次々と殺害されていくという物語。
ジョン・カーペンター監督の『ハロウィン』（1978年）の成功に促されて、カニンガム監督は、ミラーがまだ脚本を書いている最中の1979年初めに、バラエティ誌にこの作品の売り込み広告を出した。ニューヨークでキャスティングした後、1979年の夏にニュージャージーで撮影が行われ、予算は55万ドルとされた。完成した映画をめぐって入札が行われ、パラマウント・ピクチャーズが国内配給権を、ワーナー・ブラザースが海外配給権を獲得することになった。
1980年5月9日に公開された『13日の金曜日』は、全世界で5,980万ドルの興行収入を記録し、大成功を収めた。批評家の反応は賛否両論で、撮影、音楽、演技を評価する声がある一方で、生々しい暴力描写を批判する声も少なくなかった。この種の独立系映画としては初めて米国内でメジャー映画スタジオによる配給を受けただけでなく、興行的に成功したことで、1年後には直接の続編である『13日の金曜日PART2』が公開された。
2003年には13日の金曜日シリーズとエルム街の悪夢シリーズとのクロスオーバー『フレディVSジェイソン』、2009年にはリブート作品である『13日の金曜日』が公開された。

## あらすじ
6月13日金曜日。協力員として雇われた若者たちがそれぞれクリスタル湖キャンプ場を目指していた。キャンプ場の再開に向け料理番として雇われたアニーは、トラック運転手に途中まで送ってもらえることになるが、車中でキャンプ場の秘密を聞かされる。
1935年設立のクリスタル湖キャンプ場は地元民には“血のキャンプ”と呼ばれ、不吉な場所と嫌われていた。1958年には男女2人が何者かによって殺害。前年の57年には男の子が溺死し、放火も連続するが犯人は不明。62年には水質汚染で再開不能となっていたのだ。
ジャックと恋人のマーシー、友人ネッドの協力員3人が車でキャンプ場に到着。会長のスティーブや古参の協力員のアリス、ビル、ブレンダらと合流する。
その頃、1台のジープをヒッチハイクしたアニーは、運転手に不信を抱き車を飛び降りて逃げ出すが、森の中で捕まり殺害される。
キャンプ場ではスティーブが不在の間、神の使いを名乗るラルフという老人が現れ「このキャンプ場は呪われている」と告げ立ち去る。
やがて嵐が近づいてきて、キャンプ場は雷雨に見舞われる。ジャックとマーシーは無人の小屋で愛し合うが、その二段ベットの上段にはネッドの死体が放置されていた。ことを終えたマーシーがトイレに行っている間に、ジャックはベッドの下からアーチェリーの矢でのどを貫かれ死亡。マーシーもトイレで斧で襲われ殺されてしまう。
アリスとビル、ブレンダはモノポリーに興じていたが、風雨が強まりブレンダは自室に戻る。就寝しようとしていたブレンダの耳に「助けて」という子供の声が聞こえてくる。声の主を探して嵐の中に飛び出したブレンダだが、アーチェリー場で何者かに待ち伏せされる。
ブレンダの声を聞きつけたアリスとビルは、彼女の小屋で斧を発見する。二人はキャンプ場を回り、他の協力員たちが皆姿を消していることに気付く。不穏な空気を感じ警察に連絡をしようとする二人だが電話は通じず、ジャックたちが乗ってきた車も不調で動かない。
夜も更け、用事を済ませたスティーブがキャンプ場に戻ってくるが、キャンプ場入口で何者かに待ち伏せされる。
その頃、発電機を何者かによって止められてしまいキャンプ場は暗闇に。様子を見に行ったビルが戻らないのを心配したアリスは、発電機小屋でビルが殺害されているのを発見する。恐怖にかられたアリスは自分の小屋に立てこもるが、窓から投げ込まれたのはブレンダの死体だった。
そこへ現れたのはボリーズと名乗る中年女性。彼女は57年に湖で死亡した少年ジェイソンは、協力員の不注意のせいで溺れたのだとアリスに告げる。ボリーズはジェイソンの母であり、今日はジェイソンの誕生日だと。キャンプ場の再開を許せないボリーズは協力員たちを恨み、殺していたのだ。
隙をついて逃げ出したアリスは、ボリーズが乗ってきたジープの助手席でアニーの死体を発見。さらに木からつるされたスティーブの死体にも出くわす。
ボリーズは一人つぶやく。「ママそいつを殺して」「生かさないで」と。ボリーズの心には復讐に燃えるジェイソンの人格が宿っていた。
嵐が去り月夜の中逃げ回っていたアリスは、湖畔の砂浜で格闘の末、ボリーズの首を鉈で切断し撃退する。
夜が明け、カヌーで湖面を漂っていたアリスを警察が発見する。助けを求め手を振るアリスの腕を、水中から現れた少年の溺死体が掴んで湖に引きずり込むが、気付くとアリスは病院のベッドの上にいた。アリスはジェイソン少年はどうなったのかと警察に尋ねるが、警察は「見つからなかった」と答える。アリスはジェイソンはまだあの湖にいるのだと虚空を見つめた。

## キャスト
| 役名                   | 俳優                     | 日本語吹替 |
| ---------------------- | ------------------------ | ---------- |
| パメラ・ボーヒーズ     | ベッツィ・パーマー       | 来宮良子   |
| アリス・ハーディー     | エイドリアン・キング     | 小山茉美   |
| ビル                   | ハリー・クロスビー       | 曽我部和行 |
| ジャック               | ケヴィン・ベーコン       | 村山明     |
| マーシー               | ジャニーヌ・テイラー     | 横沢啓子   |
| ネッド                 | マーク・ネルソン         | 古川登志夫 |
| ブレンダ               | ローリー・バートラム     | 高島雅羅   |
| アニー                 | ロビー・モーガン         | 鵜飼るみ子 |
| スティーヴ             | ピーター・ブローワー     | 富山敬     |
| ティアニー             | ロン・キャロル           | 石森達幸   |
| ラルフ                 | ウォルト・ゴーニー       | 千葉耕市   |
| トラック運転手(エノス) | レックス・エヴァーハート | 藤本譲     |
| ジェイソン・ボーヒーズ | アリ・レーマン           |            |

- その他の吹替：花咲きよみ、中原茂、小林由利、牧章子、有本欽隆、山田明寛
- 演出：春日正伸、翻訳：宇津木道子
- 日本語吹替 - 初放送1983年8月21日 テレビ朝日 『日曜洋画劇場』 ※スペシャル・エディション版DVD&BDに収録されたが、音源素材の都合上、欠落がある。

## 製作

### 開発
『13日の金曜日』は、ショーン・S・カニンガムが製作と監督を務めた。カニンガムは、映画『鮮血の美学』 で映画監督のウェス・クレイヴンと仕事をした経験がある。ジョン・カーペンター監督の『ハロウィン』に影響を受けたカニンガムは、『13日の金曜日』を衝撃的で、視覚的に美しく、「座席から飛び出したくなる」作品にしたいと考えていた。また、『鮮血の美学』とは距離を置き、『13日の金曜日』をより「ジェットコースターのような作品」にしたいと考えていた。
当初の脚本は『A Long Night at Camp Blood』（キャンプ・ブラッドでの長い夜）という仮題だった。しかし、その脚本を書き直しているときに、カニンガムが「13日の金曜日」というタイトルを提案し、ミラーはそれを受けて書き直しを始めた。カニンガムは慌ててバラエティ誌に『13日の金曜日』というタイトルで広告を出した。このタイトルの権利を誰かが持っているのではないかと心配したカニンガムは、訴訟を避けるためにも、すぐに調べた方がいいと考えた。そして、ニューヨークの広告代理店に依頼して、『13日の金曜日』のロゴマークを作ってもらった。最終的に、カニンガムはこのタイトルに「問題はない」と考えていたが、配給会社のジョージ・マンスールは、「我々の映画の前に『13日の金曜日 地獄のフライデー』（Friday the 13th: The Orphan）という映画があり、それなりに成功した。しかし、誰かが訴訟を起こすと脅してきた。フィル・スクデリがその人たちにお金を払ったのか、最終的には解決した」と語っている。
この脚本は、後に『ガイディング・ライト』、『ワン・ライフ・トゥ・リヴ』、『オール・マイ・チルドレン』などのテレビ・ソープ・オペラの脚本を担当したビクター・ミラーが1979年半ばに完成させたものである。当時、ミラーはカニンガムの近くのコネチカット州ストラットフォードに住んでおり、2人は映画の企画を共同で考えるようになっていた。ミラーは、連続殺人犯が誰かの母親であり、子供への愛情だけが動機となっている殺人犯であるという設定を好んでいた。「私は母性を逆手に取ったのだが、それはとてもおもしろかった。ボーヒーズ夫人は、私がいつも望んでいた母親で、子供のために人を殺すような母親だった」。ミラーは、続編でジェイソン・ボーヒーズを犯人にするという映画製作者の判断に不満を持っていた。「ジェイソンは最初から死んでいた。彼は悪役ではなく、犠牲者だったんだ」。
映画の最後にジェイソンが登場するというアイデアは、当初、オリジナルの脚本には採用されておらず、ミラー監督の最終稿では、アリスがただ湖に浮かんでいるだけの状態で映画が終わっていた。ジェイソンの登場は、実はメイクアップ・デザイナーのトム・サヴィーニが提案したものである。サヴィーニは、「ラストにクリフハンガーを設けたのは、『キャリー』を見たばかりだったので、ああいう「驚き」が必要だと考え、『ジェイソンを登場させよう』と言った」語っている。

### 撮影
映画は1979年9月にニュージャージー州ウォーレン郡のハードウィック、ブレアスタウン、ホープの各郡区とその周辺で撮影された。キャンプのシーンは、ハードウィックにある現役のボーイスカウトキャンプ「Camp No-Be-Bo-Sco」で撮影された。このキャンプは現在も存続しており、サマーキャンプとして運営されている。本作の映画撮影では、悪役の視点からの再帰的な一人称視点撮影が採用されている。
サヴィーニは、ジョージ・A・ロメロ監督の『ゾンビ』（1978年）での仕事を基に、本作の特殊効果のデザインに起用された。サヴィーニは、マーシーの顔面への斧の傷、ジャックの喉を貫通する矢、ボーヒーズ夫人の鉈による断末魔などの効果をデザインした。

## 公開
この映画の配給権をめぐっては、1980年にパラマウント・ピクチャーズ、ワーナー・ブラザース、ユナイテッド・アーティスツの3社間で入札が行われた。パラマウントの重役、フランク・マンキューソはこう振り返る。「『13日の金曜日』を見た瞬間、ヒットすると確信した」と振り返っている。パラマウントは最終的に150万ドルで『13日の金曜日』の国内配給権を購入した。直近に公開されたホラー映画（『ハロウィン』など）の成功や低予算であったことから、収益性の面で「リスクの少ない作品」と判断された。この作品は、メジャー映画スタジオが買収した初の独立系スラッシャー映画だった。パラマウントは、この映画のために約50万ドルの広告費を投じ、さらにこの映画が興行的に好調に推移し始めたときには、追加で50万ドルを投じた。

## 評価

### 興行成績
『13日の金曜日』は、1980年5月9日に全米で劇場公開され、最終的に1,127館にまで公開を拡大した。初週末の興行収入は581万6,321ドル、国内興行収入は3,975万4,601ドル、累計観客動員数は1,478,700人だった。『シャイニング』、『殺しのドレス』、『ザ・フォッグ』、『プロムナイト』などの話題性の高いホラー映画との競争の中で、この年の18番目に高い興行収入を記録した。全世界での興行収入は5,975万4,601ドルだった。1980年にパラマウントが配給した17本の映画のうち、『13日の金曜日』よりも利益を上げたのは『フライングハイ』だけだった。
『13日の金曜日』は、テレビや映画で知られていた女優ベッツィ・パーマーを除いて、当時は有名な俳優もいない独立系映画としては珍しく、海外で公開された。この映画の海外での興行収入は約2,000万ドルであった。海外での売り上げや、エルム街の悪夢シリーズのフレディ・クルーガーとのクロスオーバー作品を考慮しないと、オリジナルの『13日の金曜日』はフランチャイズの中で最も高い収益を上げた作品となる。
2014年の映画の興行収入と比較すると、『13日の金曜日』の製作と宣伝にかかった費用は、55万ドルの予算と100万ドルの広告費を含めて、約450万ドル。米国での興行収入については、2017年のインフレーション調整後で1億7772万ドルとなる。

### 批評家の反応

#### 当時の劇場レビュー
ロサンゼルス・タイムズ紙のリンダ・グロスは、この映画を「くだらない、退屈な、若者向けのホラー映画」と評したが、マンフレディーニの「神経質な音楽」と撮影、そしてテイラー、ベーコン、ネルソン、バートラムらの「自然で魅力的な演技」を評価した。一方、バラエティ誌は、この映画を「最悪の意味での低予算で、技術的な不備を補う才能や知性も見当たらない『13日の金曜日』は、タイトル以外に利用できるものがない」と評価した。マイアミ・ニュースのビル・フォン・マウラーは、カニンガムの「控えめな」演出を評価しながらも、「凄まじいサスペンスを展開し、観客の胃袋をひっくり返した後、彼はそこからどこへ行けばいいのかわからなくなってしまう。映画は中盤から停滞し始め、彼が築き上げてきた期待は少しずつ損なわれていく」と評した。
多くの批評家はこの映画をジョン・カーペンターの「ハロウィン」と比較して悪く評価していたが、中でもピッツバーグ・ポストガゼット紙のメアリン・ユリッチオは「『13日の金曜日』はプロット、サスペンス、キャラクターの描写が最小限。斬新さも怖さもないが、低予算で作られている」と評し、アクロン・ビーコン・ジャーナル紙のディック・シッピーも、カーペンターの『ハロウィン』は、「カニンガムの恐るべき虐殺の物語と比較すると、ヒッチコックのようだ」と評した。バーリントン・フリー・プレス紙のマイク・ヒューズは、この映画は『ハロウィン』の「質を除いたすべてをコピーしている」と書き、「この映画の最低点は、悪役の純粋な悲しみと狂気を利用したラスト近くにある。その時には、もう単純に面白くない」と結論付けた。
かなりの数のレビューが、この映画の暴力描写を批判した。ハリウッド・リポーター誌は、この映画を嘲笑し、「喉が切り裂かれ、頭がリアルに切り裂かれるような陰惨な暴力が、パラマウントから公開されている低予算の病的な長編映画『13日の金曜日』の内容である。最低限のあからさまな搾取である」と書いた。ボストン・グローブ紙のマイケル・ブローエンも同様に、この映画を「吐き気を催す」と評し、「女性が斧で頭を割られたり、男性が矢でドアに突き刺されたりするのを見るのが楽しいと思うのでなければ、13日の金曜日には近づかない方がいいだろう。縁起が悪いから」と観客に警告した。この映画を最も酷評したのはジーン・シスケルで、彼はレビューの中でカニンガムを「映画界にはびこる最も卑劣な生き物の1つ」と呼んだ。また、パラマウントを所有するガルフ+ウエスタン社の取締役会長チャールズ・ブルーホーンの住所とベッツィ・パーマーの出身地を掲載し、映画を軽蔑する気持ちを手紙で伝えるようにと、論者仲間に呼びかけた。彼はこの映画を見ないように人々を説得するために、結末を明かした。シスケルとロジャー・イーバートは、自分たちのテレビ番組のエピソード全体を使って、この映画（および当時の他のスラッシャー映画）を非難した。なぜなら、観客が犯人を応援すると考えたからである。レナード・マルティンは当初、この映画に星1つ、つまり「BOMB」（大失敗）を与えたが、後に考えを改め、「PART2よりも少しだけ良いから」という理由で星1つ半を与え、「若い世代がこの作品を興行的に成功させたことは、SATのスコアが低下し続けている理由の1つの手がかりとなる。しかし、これほど多くの続編を生み出す映画は、何か正しいことをしているに違いない」と述べている。

#### 現代
レビュー集計サイトRotten Tomatoesにおいて、『13日の金曜日』は56件のレビューから63％の支持を得ており、平均評価は5.80/10となっている。同サイトの批評家のコンセンサスは、「今日の基準ではかなり古めかしいが、『13日の金曜日』には、血みどろの驚きと70年代の名残の美学が若干の説得力を持っている」とされている。Metacriticでは、11人の批評家による加重平均スコアが100点満点中22点となっており、「全般的に好ましくない評価」を示している。この映画は第1回ゴールデンラズベリー賞の最低作品賞にノミネートされ、パーマーは最低助演女優賞にノミネートされた。
IFCのビル・スティールは、本作を『13日の金曜日 PART2』（1981年）に次ぐ、シリーズ第2位の作品とした。評論家のキム・ニューマンは、2000年のレビューで5つ星のうち2つの評価を下し、「淡々とした『ハロウィン』のパクリで、平凡な衝撃数と不完全なエンディング...。刺激的な10代の若者たちの間で死体が積み重なっていく中、怖い人がいるはずの穴が空いたままになっている。奇妙なことに、この映画はあらゆるスラッシャー映画の中でも、犯人がほとんど存在しない映画として異彩を放っている」した。スラント・マガジンのジェレマイア・キップは2009年に本作をレビューし、「雰囲気、テンポ、キャラクター、プロット、テンションの面で特別なものを排除した、一種のミニマリズムが働いている」と評した。

### 分析

#### 若者のセクシュアリティ
映画学者のウィリアムズは、『13日の金曜日』を「その時代、特にレーガン時代のアメリカを象徴している」とし、『悪魔のいけにえ』（1974年）や『悪魔の追跡』（1975年）など、「家族の矛盾を明らかにすることから自堕落なニヒリズムへと移行する、特定の終末論的ビジョンを例示している」映画の軌跡の一部であるとしている。この映画では、犯人の視点からの一人称視点ショットが繰り返し使われており、フィリップ・ディマーレなどの学者は「本質的に覗き見をしている」と指摘している。ディマーレは、この映画を「暴力的な違反行為をフェティッシュに表現しながらも、性的な不適切さを警告することに成功した教訓的な物語」とみなしている。
映画評論家のティモシー・シャリーは、『ハロウィン』が「病的な道徳的教訓の中に、より繊細な性的好奇心を導入した」のに対し、『13日の金曜日』のような映画は、「ティーンの性欲の反動的な側面を利用し、性的意識の入り口を越えようとする若者を大量に虐殺した」としている。映画学者のデビッド・J・ホーガンは、この映画の暴力と性について「この映画では、10代の少年たちが悲惨な目に遭っているが、カニンガムとメイクアップ担当のトム・サヴィーニが裸の若い少女のために用意したような積み重ねと細部への配慮はない」と述べている。

#### 悪役の性別
この映画は、悪役が女性であることについて批判的な議論を巻き起こした。この点については、映画学者のキャロル・J・クローバーが、パメラ・ボーヒーズが犯人であることが明らかになったことを、ホラー映画の歴史の中で「ジェンダーの壁を取り払った最も劇的なケース」と指摘している。犯人の一人称視点のショットについて、クローバーは、「『私たち』（観客）は、1時間の映画の間に何人ものティーンエイジャーをストーキングして殺すのだが、『私たち』が誰なのかさえわからない。従来の予想や、重たいブーツを履いた足や乱暴に手袋をはめた手など、『私たち』自身の身体の一部が垣間見えることで、『私たち』は男性だと思うように誘われるが、映画の終わりに『私たち』は女性であることが明らかになる」と書いている。

### 遺産

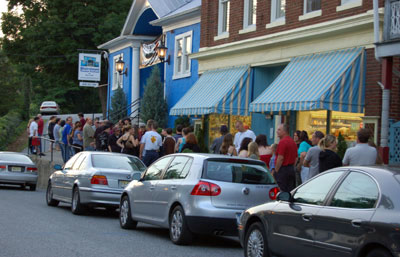
撮影地のニュージャージー州ブレアスタウンで開催されたリバイバル上映会に集まった人々。

トニー・ウィリアムズをはじめとする現代の映画評論家たちは、『13日の金曜日』が「ストーカー映画」や「スラッシャー映画」というサブジャンルを生み出したと評価している。また、文化評論家のグラハム・トンプソンは、ジョン・カーペンター監督の『ハロウィン』（1978年）とともに、この映画を、監視の目が届かない若者が仮面をかぶった悪人に計画的につきまとわれ、殺害されるという、この種の映画の「ラッシュを引き起こした」テンプレートとみなしている。公開後の数年間、本作に対する批評家の評価は様々なものがあったが、大きなカルト的人気を獲得している。2017年、コンプレックス誌は、史上最高のスラッシャー映画のリストで本作を9位にランク付けた。
映画学者のマット・ヒルズは、この映画の遺産について、「『13日の金曜日』は、単に知的に欠けていると批判的に位置づけられているだけでなく、学問や公式の映画文化の従来の美的規範に沿って、独創性や芸術性に欠け、指名されたり認められたりした作家を持たず、トム・サヴィーニの血みどろの特殊効果に焦点を当てた、ひどくセンセーショナルな作品であると言われ、他方で切り捨てられてきた」と書いている。この映画は2001年にAFIの「100年... 100のスリル」にノミネートされた。

## 続編とフランチャイズ
2018年現在、『13日の金曜日』は、エルム街の悪夢シリーズの悪役フレディ・クルーガーとのクロスオーバー作品『フレディVSジェイソン』を含め、10本の続編を生み出している。『13日の金曜日PART2』では、ボーヒーズ夫人の息子であるジェイソン・ボーヒーズが主な敵役として登場し、これは残りの続編（5作目を除く）や関連作品でも継続している。ほとんどの続編は、オリジナルよりも大きな予算で撮影されている。例えば、『13日の金曜日』の予算は55万ドルであったのに対し、続編1作目の予算は125万ドルであった。公開当時、『フレディVSジェイソン』は3,000万ドルという最大の予算であった。すべての続編はオリジナルの設定を繰り返していたので、映画製作者は新鮮さを出すために調整を加えた。それは、『完結編』や『ジェイソンは生きていた!』のように、タイトルに数字ではなく副題を加えたり、「13日の金曜日PART3」（1982年）のように3Dで撮影したりすることである。シリーズ全体に影響を与える大きな追加要素としては、第3作でジェイソンのホッケーマスクが追加されたことが挙げられ、このマスクは大衆文化の中で最も認知度の高いイメージの一つとなった。
『13日の金曜日』のリブート版は2009年2月に劇場公開され、『フレディvsジェイソン』の脚本家ダミアン・シャノンとマーク・スイフトが新作の脚本に採用された。この映画は、ジェイソン・ボーヒーズに焦点を当て、彼のトレードマークであるホッケーマスクとともに登場した。2007年11月には、2003年にリメイクされた『テキサス・チェーンソー』の監督であるマーカス・ニスペルが監督に起用された。この作品は2009年2月13日に米国で公開された。